# Luca Sabatelli
Luca Sabatelli (Firenze, 3 giugno 1936 – Milano, 24 novembre 2023) è stato un costumista e scenografo italiano.
Diplomato all'Accademia di belle arti di Firenze, collaborò ad importanti produzioni italiane per il teatro, il cinema e la televisione. Amico e collaboratore di attrici quali Monica Vitti, Laura Antonelli, Edwige Fenech e di cantanti come Gabriella Ferri, fu lanciato in televisione da Loretta Goggi, ed in seguito lavorò a lungo per Raffaella Carrà, con la quale stabilì un sodalizio trentennale, e poi per Heather Parisi e Lorella Cuccarini.

## Biografia e carriera

### Esordi in teatro
Iniziò il suo lavoro da scenografo e costumista nel novembre del 1959 a Milano, al teatro del convegno di Enzo Ferrieri, proprietario di un piccolo teatro in via degli Omenoni. 
A 24 anni fece il suo debutto al Piccolo Teatro di Milano dove realizzò le scene e i costumi per lo spettacolo Un cannone per Mariù, diretto da Virginio Puecher con Giancarlo Cobelli, Didi Perego, Ombretta Colli, Pia Rame, Liù Bosisio e Elio Crovetto.
Nel 1960 curò le scenografie per un concerto di Giorgio Gaber, Enzo Jannacci e Maria Monti al teatro Gerolamo a Milano . 
Dal 1964 intraprese una lunga collaborazione con l'attrice fiorentina Marisa Fabbri e con numerose attrici ed attori teatrali come Luisa De Santis, Adriana Asti, Anna Proclemer, Giorgio Albertazzi e Paola Borboni in diversi spettacoli teatrali.
Collaborò anche ai costumi di molti concerti di Gabriella Ferri. 

### Cinema
Per il cinema lavorò ai costumi di Adriano Celentano, Anita Ekberg, Alain Delon, Barbara Bach, Bernadette Lafont, Bud Spencer, Carlo Verdone, Catherine Spaak, Claudia Cardinale, Diego Abatantuono, Eleonora Giorgi, Elsa Martinelli, Florinda Bolkan, Gianni Morandi, Giuliano Gemma, Maria Grazia Buccella, Mariangela Melato, Michèle Mercier, Nadia Tiller, Tomas Milian, Ugo Tognazzi, Romina Power, Ursula Andress, Renato Pozzetto, Rita Rusic, Zarah Leander e in particolare di Edwige Fenech, Laura Antonelli e Monica Vitti, con le quali instaurò una lunga collaborazione ed una profonda amicizia.

### Televisione
Debuttò in televisione grazie a Loretta Goggi dopo averla conosciuta sul set di un Carosello della soubrette per l'amaro Ramazzotti per la regia di Luciano Salce. La Goggi lo volle come suo costumista per la serie Dal primo momento che ti ho visto e per molti suoi concerti. Fu proprio grazie a questo show che Raffaella Carrà notò i costumi indossati dalla Goggi e volle conoscere Sabatelli, iniziando così una lunga e proficua collaborazione professionale durata per quasi trent'anni, sancita da una profonda amicizia. I due iniziarono a collaborare per il varietà Ma che sera fino a Forte forte forte.
In seguito Sabatelli lavorò con le maggiori soubrette della TV italiana come Rita Pavone, Stefania Rotolo, Oriella Dorella, Alessandra Martines, Ania Pieroni, Eleonora Brigliadori, Brigitte Nielsen, Alba Parietti, Antonella Elia, Gloria Guida, Gabriella Carlucci, Lory Del Santo, Wendy Windham, Laura Freddi, Paola Barale, Simona Ventura, Lorenza Mario, Natalia Estrada, Valeria Mazza, Ela Weber, Martina Colombari, Manuela Arcuri, Serena Autieri, le Letterine tra cui Caterina Murino, Ilary Blasi e Silvia Toffanin,  e cantanti come Renato Zero e Loredana Bertè per la quale realizzò il pancione finto che diede scandalo al Festival di Sanremo 1986.  
Con Heather Parisi lavorò per un decennio, dal 1983 al 1993, nei maggiori varietà del sabato sera della ballerina, vestendo anche Pippo Baudo
.
Con Lorella Cuccarini stabilì un sodalizio professionale durato oltre diciotto anni tra programmi Rai e Mediaset.

### Morte
Sabatelli è morto a Milano il 24 novembre 2023 all'età di 87 anni.

## Filmografia

### Costumista
- Ti ho sposato per allegria, regia di Luciano Salce (1967)
- Mister X, regia di Piero Vivarelli (1967)
- Come imparai ad amare le donne, regia di Luciano Salce (1967)
- La pecora nera, regia di Luciano Salce (1968)
- Dove vai tutta nuda?, regia di Pasquale Festa Campanile (1969)
- Un detective, regia di Romolo Guerrieri (1969)
- Faccia da schiaffi, regia di Armando Crispino (1969)
- O' Cangaceiro, regia di Giovanni Fago (1969)
- Il divorzio, regia di Romolo Guerrieri (1970)
- La pacifista, regia di Miklós Jancsó (1970)
- Il provinciale, regia di Luciano Salce (1971)
- Basta guardarla, regia di Luciano Salce (1971)
- Il gatto a nove code, regia di Dario Argento (1971)
- La prima notte di quiete, regia di Valerio Zurlini (1972)
- L'etrusco uccide ancora, regia di Valerio Zurlini (1972)
- Anche gli angeli mangiano fagioli, regia di E.B. Clucher (1973)
- L'erotomane, regia di Marco Vicario (1974)
- Permettete signora che ami vostra figlia?, regia di Gian Luigi Polidoro (1974)
- Anche gli angeli tirano di destro, regia di E.B. Clucher (1974)
- ...altrimenti ci arrabbiamo!, regia di Marcello Fondato (1974)
- Africa Express, regia di Michele Lupo (1975)
- Amore vuol dir gelosia, regia di Mauro Severino (1975)
- L'anatra all'arancia, regia di Luciano Salce (1975)
- A mezzanotte va la ronda del piacere, regia di Marcello Fondato (1975)
- L'infermiera, regia di Nello Rossati (1975)
- 40 gradi all'ombra del lenzuolo, regia di Sergio Martino (1976)
- Safari Express, regia di Duccio Tessari (1976)
- La banca di Monate, regia di Francesco Massaro (1976)
- Cattivi pensieri, regia di Ugo Tognazzi (1976)
- L'altra metà del cielo, regia di Franco Rossi (1976)
- Doppio delitto, regia di Steno (1977)
- Mogliamante, regia di Marco Vicario (1977)
- Spogliamoci così, senza pudor..., regia di Sergio Martino (1977)
- Dimenticare Venezia, regia di Franco Brusati (1978)
- L'umanoide, regia di Aldo Lado (1979)
- Letti selvaggi, regia di Luigi Zampa (1979)
- Mani di velluto, regia di Castellano e Pipolo (1979)
- Mia moglie è una strega, regia di Castellano e Pipolo (1980)
- Porca vacca, regia di Pasquale Festa Campanile (1980)
- La poliziotta a New York, regia di Michele Massimo Tarantini (1981)
- Nudo di donna, regia di Nino Manfredi (1981)
- Asso, regia di Castellano e Pipolo (1981)
- Borotalco, regia di Carlo Verdone (1982)
- Attila flagello di Dio, regia di Castellano e Pipolo (1982)
- Grand Hotel Excelsior, regia di Castellano e Pipolo (1982)
- Sesso e volentieri, regia di Dino Risi (1982)
- Il ras del quartiere, regia di Carlo Vanzina (1983)
- Il buon soldato, regia di Franco Brusati (1983)
- Acqua e sapone, regia di Carlo Verdone (1983)
- Grandi magazzini, regia di Castellano e Pipolo (1986)
- Il burbero, regia di Castellano e Pipolo (1986)
- 7 chili in 7 giorni, regia di Luca Verdone (1986)
- Io e mia sorella, regia di Carlo Verdone (1987)
- Compagni di scuola, regia di Carlo Verdone (1988)
- Il bambino e il poliziotto, regia di Carlo Verdone (1989)

### Scenografo
- Fata Sabina, regia di Luciano Salce, episodio del film Le fate (1966)
- Vai gorilla, regia di Tonino Valerii (1975)

## Programmi televisivi
- Dal primo momento che ti ho visto (Rete 1, 1976)
- Ma che sera (Rete 1, 1978)
- Drim (Rete 2, 1980)
- Galassia 2 (Rete 2, 1983)
- Fantastico (Rai 1, 1983-1985-1986)
- Festival (Canale 5, 1987-1988)
- Festival di Mezzanotte (Canale 5, Italia 1, Rete 4, 1987-1988)
- Ciak 88 (Canale 5, 1988)
- Odiens (Canale 5, 1988-1989)
- Una sera ci incontrammo (Canale 5, 1989)
- Vota la voce (Canale 5, 1989, 1995, 2000)
- Un autunno tutto d'oro (Canale 5, 1989)
- Finalmente venerdì (Canale 5, 1989-1990)
- La piscina (Rai 3, 1990)
- La Corrida - Dilettanti allo sbaraglio (Canale 5, 1990-1991, 1993-1994, 2011)
- Buon compleanno Canale 5 (Canale 5, 1990)
- La danza è un sogno (Canale 5, 1990)
- Stasera... che sera (Canale 5, 1990)
- Benvenuta TeleCinco (Canale 5, 1990)
- La Notte degli Oscar (Canale 5, 1990)
- Qua la zampa (Canale 5, 1990)
- Risate in famiglia (Canale 5, 1990)
- Oggi sposi (Canale 5, 1990)
- Campione d'Italia della risata (Canale 5, 1990)
- 10.000 Sentieri d'amore (Rete 4, 1990)
- Paperissima (Canale 5, 1990, 1991-1992, 1994-2001; Italia 1, 1990-1991)
- Bellezze sulla neve (Canale 5, 1991)
- Buona Domenica (Canale 5, 1991-1996)
- SuperPaperissima (Canale 5, 1992, 1995, 1997, 1999)
- Festival di Sanremo (Rai 1, 1993, 1995)
- Trenta ore per la vita (Canale 5, Italia 1, Rete 4, 1994-2001)
- La stangata - Chi la fa l'aspetti (Canale 5, 1995)
- La grande avventura (Canale 5, Italia 1, Rete 4, 1995)
- Galà della pubblicità (Canale 5, 1996-1997)
- Campioni di ballo (Rete 4, 1996; Canale 5, 1999)
- Natale in Vaticano (Canale 5, 1996)
- Le iene (Italia 1, 1997-2001)
- Galleria di stelle (Canale 5, 1997)
- A tutta festa (Canale 5, 1998)
- Olimpiadi di ballo (Rete 4, 1999)
- Note di Natale (Canale 5, 1999-2001)
- Passaparola (Canale 5, 1999-2008)
- Festival della Papera (Canale 5, 2001)
- Modamare a Taormina (Canale 5, 2001)
- La notte vola (Canale 5, 2001)
- Stelle a quattro zampe (Canale 5, 2001)